# Maniquí de l'Índia
El maniquí de l'Índia o maniquí indi (Euodice malabarica) és una espècie d'ocell de la família dels estríldids (Estrildidae) que habita sabanes, praderies, matolls i boscos clars del nord i nord-est de la Península Aràbiga, sud-est de l'Iran, el Pakistan, l'Índia, el Nepal, centre de Bangladesh i Sri Lanka.